# Elecciones municipales de Huancavelica de 1998
Las elecciones municipales de Huancavelica de 1998 se llevaron a cabo el 11 de octubre de 1998 para elegir al alcalde y al Concejo Provincial de Huancavelica para el periodo 1999-2002. La elección se celebró simultáneamente con elecciones municipales en todo el país.

## Sistema electoral
La Municipalidad Provincial de Huancavelica es el órgano administrativo y de gobierno de la provincia de Huancavelica. Está compuesta por el alcalde y el Concejo Provincial.
La votación del alcalde y el concejo se realiza en base al sufragio universal, que comprende a todos los ciudadanos nacionales mayores de dieciocho años, empadronados y residentes en la provincia de Huancavelica y en pleno goce de sus derechos políticos, así como a los ciudadanos no nacionales residentes y empadronados en la provincia de Huancavelica.
El Concejo Provincial de Huancavelica está compuesto por 11 regidores elegidos por sufragio directo para un período de cuatro (4) años, en forma conjunta con la elección del alcalde (quien lo preside). La votación es por lista cerrada y bloqueada. Para que una lista sea proclamada ganadora debe obtener más del 20% de los votos válidos; en caso ninguna lista logre ese porcentaje, los dos listas más votadas participan en una segunda vuelta o balotaje. Se asigna a la lista ganadora los escaños según el método d'Hondt o la mitad más uno, lo que más le favorezca.

## Composición del Concejo Provincial de Huancavelica
La siguiente tabla muestra la composición del Concejo Provincial de Huancavelica antes de las elecciones.
| Partidos | Partidos                 | Regidores |
| -------- | ------------------------ | --------- |
|          | Lista Independiente N° 7 | 10        |
|          | Lista Independiente N° 3 | 5         |
|          | Lista Independiente N° 5 | 3         |
|          | Acción Popular           | 1         |

## Partidos y candidatos
A continuación se muestra una lista de los principales partidos y alianzas electorales que participaron en las elecciones:
| Candidatura | Candidatura | Partidos y alianzas                                              | Candidatos | Candidatos                     | Ideología                                                         | Resultado previo | Resultado previo | Ref. |
| Candidatura | Candidatura | Partidos y alianzas                                              | Candidatos | Candidatos                     | Ideología                                                         | Votos (%)        | Reg.             | Ref. |
| ----------- | ----------- | ---------------------------------------------------------------- | ---------- | ------------------------------ | ----------------------------------------------------------------- | ---------------- | ---------------- | ---- |
|             | AP          | Lista - Acción Popular (AP)                                      |            | Edgar Ruiz Quispe              | Humanismo Nacionalismo cívico Reformismo                          | 10.47%           | 1                |      |
|             | APRA        | Lista - Partido Aprista Peruano (APRA)                           |            | Urbano Fuentes Galindo         | Aprismo                                                           | Nuevo            | Nuevo            |      |
|             | VV          | Lista - Movimiento Independiente Vamos Vecino (VV)               |            | Julián Zorrilla Monge          | Fujimorismo                                                       | Nuevo            | Nuevo            |      |
|             | SP          | Lista - Movimiento Independiente Somos Perú (SP)                 |            | Jorge Larrauri Zorrilla        | Democracia cristiana Conservadurismo social Liberalismo económico | Nuevo            | Nuevo            |      |
|             | IND         | Lista - Lista Independiente Contigo Huancavelica                 |            | Clodoaldo Ayuque Anccasi       | Localismo huancavelicano                                          | Nuevo            | Nuevo            |      |
|             | IND         | Lista - Lista Independiente Movimiento Descentralista Ahora Perú |            | Federico Salas-Guevara Schultz | Localismo huancavelicano                                          | Nuevo            | Nuevo            |      |
|             | IND         | Lista - Lista Independiente Renacimiento Andino                  |            | Arnaldo Soriano Vásquez        | Localismo huancavelicano                                          | Nuevo            | Nuevo            |      |

## Resultados

### Sumario general
|                        |                                                          |              |              |              |           |           |
| Partidos y coaliciones | Partidos y coaliciones                                   | Voto popular | Voto popular | Voto popular | Regidores | Regidores |
| Partidos y coaliciones | Partidos y coaliciones                                   | Votos        | %            | ±pp          | Total     | +/−       |
|                        | Lista Independiente Movimiento Descentralista Ahora Perú | 15,587       | 42.32        | n/a          | 7         | +7        |
|                        | Movimiento Independiente Vamos Vecino (VV)               | 8,187        | 22.23        | Nuevo        | 2         | +2        |
|                        | Acción Popular (AP)                                      | 5,611        | 15.23        | +4.76        | 2         | +1        |
|                        | Movimiento Independiente Somos Perú (SP)                 | 2,668        | 7.24         | Nuevo        | 0         | ±0        |
|                        | Lista Independiente Renacimiento Andino                  | 2,338        | 6.35         | n/a          | 0         | ±0        |
|                        | Lista Independiente Contigo Huancavelica                 | 1,738        | 4.72         | n/a          | 0         | ±0        |
|                        | Partido Aprista Peruano (APRA)                           | 701          | 1.90         | n/a          | 0         | ±0        |
|                        |                                                          |              |              |              |           |           |
| Total                  | Total                                                    | 36,830       |              |              | 11        | –8        |
|                        |                                                          |              |              |              |           |           |
| Votos válidos          | Votos válidos                                            | 36,830       | 80.51        | –0.61        |           |           |
| Votos en blanco        | Votos en blanco                                          | 4,902        | 10.72        | +3.05        |           |           |
| Votos nulos            | Votos nulos                                              | 4,015        | 8.78         | –2.43        |           |           |
| Votos emitidos         | Votos emitidos                                           | 45,747       | 75.10        | +12.27       |           |           |
| Abstenciones           | Abstenciones                                             | 15,165       | 24.90        | –12.27       |           |           |
| Votantes registrados   | Votantes registrados                                     | 60,912       |              |              |           |           |
|                        |                                                          |              |              |              |           |           |
| Fuente:                |                                                          |              |              |              |           |           |

### Concejo Provincial de Huancavelica
| Cargo                               | Autoridad electa               | Partido político | Partido político                                         |
| ----------------------------------- | ------------------------------ | ---------------- | -------------------------------------------------------- |
| Alcalde Provincial de Huancavelica  | Federico Salas-Guevara Schultz |                  | Lista Independiente Movimiento Descentralista Ahora Perú |
| Regidor Provincial de Huancavelica  | Pedro Palomino Pastrana        |                  | Lista Independiente Movimiento Descentralista Ahora Perú |
| Regidor Provincial de Huancavelica  | José Chávez Miranda            |                  | Lista Independiente Movimiento Descentralista Ahora Perú |
| Regidora Provincial de Huancavelica | María Huamán Manrique          |                  | Lista Independiente Movimiento Descentralista Ahora Perú |
| Regidora Provincial de Huancavelica | María Morales Torres           |                  | Lista Independiente Movimiento Descentralista Ahora Perú |
| Regidor Provincial de Huancavelica  | Juan Rojas de la Cruz          |                  | Lista Independiente Movimiento Descentralista Ahora Perú |
| Regidor Provincial de Huancavelica  | Miguel Cárdenas Sedano         |                  | Lista Independiente Movimiento Descentralista Ahora Perú |
| Regidor Provincial de Huancavelica  | José Cayllahua Pantoja         |                  | Lista Independiente Movimiento Descentralista Ahora Perú |
| Regidor Provincial de Huancavelica  | Orlando Contreras Osorio       |                  | Movimiento Independiente Vamos Vecino                    |
| Regidor Provincial de Huancavelica  | Ernesto Sosa Bustíos           |                  | Movimiento Independiente Vamos Vecino                    |
| Regidor Provincial de Huancavelica  | Moisés Cortez Huamán           |                  | Acción Popular                                           |
| Regidor Provincial de Huancavelica  | Alfredo Hernández López        |                  | Acción Popular                                           |

## Elecciones municipales distritales

### Sumario general
| Partidos y coaliciones | Partidos y coaliciones                                   | Voto popular | Voto popular | Voto popular | Regidores | Regidores |
| Partidos y coaliciones | Partidos y coaliciones                                   | Votos        | %            | ±pp          | Total     | +/−       |
| ---------------------- | -------------------------------------------------------- | ------------ | ------------ | ------------ | --------- | --------- |
|                        | Lista Independiente Movimiento Descentralista Ahora Perú |              |              | n/a          | 6         | +6        |
|                        | Movimiento Independiente Vamos Vecino (VV)               |              |              | Nuevo        | 7         | +7        |
|                        | Acción Popular (AP)                                      |              |              |              | 2         | +2        |
|                        | Movimiento Independiente Somos Perú (SP)                 |              |              | Nuevo        | 0         | ±0        |
|                        | Lista Independiente Renacimiento Andino                  |              |              | n/a          | 0         | ±0        |
|                        | Lista Independiente Contigo Huancavelica                 |              |              | n/a          | 0         | ±0        |
|                        | Lista Independiente Somos Huancavelica                   |              |              | n/a          | 1         | +1        |
|                        | Partido Aprista Peruano (APRA)                           |              |              | n/a          | 0         | ±0        |
|                        |                                                          |              |              |              |           |           |
| Total                  | Total                                                    |              |              |              | 16        | ±0        |
|                        |                                                          |              |              |              |           |           |
| Votos válidos          |                                                          |              |              |              |           |           |
| Votos en blanco        |                                                          |              |              |              |           |           |
| Votos nulos            |                                                          |              |              |              |           |           |
| Votos emitidos         |                                                          |              |              |              |           |           |
| Abstenciones           |                                                          |              |              |              |           |           |
| Votantes registrados   |                                                          |              |              |              |           |           |
|                        |                                                          |              |              |              |           |           |
| Fuente:                |                                                          |              |              |              |           |           |

### Resultados por distrito
La siguiente tabla enumera el control de los distritos de la provincia de Huancavelica. El cambio de mando de una organización política se resalta del color de ese partido.
| Distrito         | Alcalde(sa) titular         | Partido político | Partido político          | Alcalde(sa) electo(a)        | Partido político | Partido político          |
| ---------------- | --------------------------- | ---------------- | ------------------------- | ---------------------------- | ---------------- | ------------------------- |
| Acobambilla      | Mario Camacllanqui Laurente |                  | Lista Independiente N° 9  | Mario Camacllanqui Laurente  |                  | Movimiento Descentralista |
| Acoria           | Feliciano Huamán Muñoz      |                  | Lista Independiente N° 3  | Jesús García Serrano         |                  | Vamos Vecino              |
| Conayca          | César Canchuricra Bautista  |                  | Lista Independiente N° 27 | Francisco Cárdenas Cuicapuza |                  | Vamos Vecino              |
| Cuenca           | Máximo Alvitrez Arroyo      |                  | Lista Independiente N° 15 | Evaristo de la Cruz Flores   |                  | Acción Popular            |
| Huachocolpa      | Rufino Huamán Gutiérrez     |                  | Lista Independiente N° 3  | Rufino Huamán Gutiérrez      |                  | Vamos Vecino              |
| Huayllahuara     | Antonino Llacta Prudencio   |                  | Lista Independiente N° 7  | Antonino Llacta Prudencio    |                  | Vamos Vecino              |
| Izcuchaca        | Pedro Aguirre Villegas      |                  | Lista Independiente N° 17 | Justo Bendezú Valdez         |                  | Vamos Vecino              |
| Laria            | Simón Hilario Cuicapuza     |                  | Lista Independiente N° 7  | Bernardino Torres Roca       |                  | Somos Huancavelica        |
| Manta            | Cirilo Araujo Matos         |                  | Lista Independiente N° 7  | Cirilo Araujo Matos          |                  | Vamos Vecino              |
| Mariscal Cáceres | Jorge Huamán García         |                  | Acción Popular            | Jorge Huamán García          |                  | Movimiento Descentralista |
| Moya             | Fortunato Páucar Poma       |                  | Lista Independiente N° 19 | Carlos Fonseca Martel        |                  | Vamos Vecino              |
| Nuevo Occoro     | Emilio Antonio García       |                  | Lista Independiente N° 11 | Alfredo Pariona Sinche       |                  | Movimiento Descentralista |
| Palca            | Rufino Castellanos Curasma  |                  | Lista Independiente N° 11 | Alfonso de la Cruz Felipe    |                  | Movimiento Descentralista |
| Pilchaca         | Teodoro Huanay Pariona      |                  | Lista Independiente N° 7  | Alfonso Ramos Pocomucha      |                  | Acción Popular            |
| Vilca            | Armandino Astoñahupa Gómez  |                  | Lista Independiente N° 21 | Eugenio Surichaqui Lazo      |                  | Movimiento Descentralista |
| Yauli            | Félix Capani Ccanto         |                  | Lista Independiente N° 3  | Martín Gonzales Taipe        |                  | Movimiento Descentralista |